# Monroeville (Alabama)
Monroeville è un comune degli Stati Uniti d'America situato nella contea di Monroe dello Stato dell'Alabama.
Ha dato i natali alla scrittrice Nelle Harper Lee ed è stato da lei scelto nel suo libro Il buio oltre la siepe sotto il nome di Maycomb.